# فو كوك

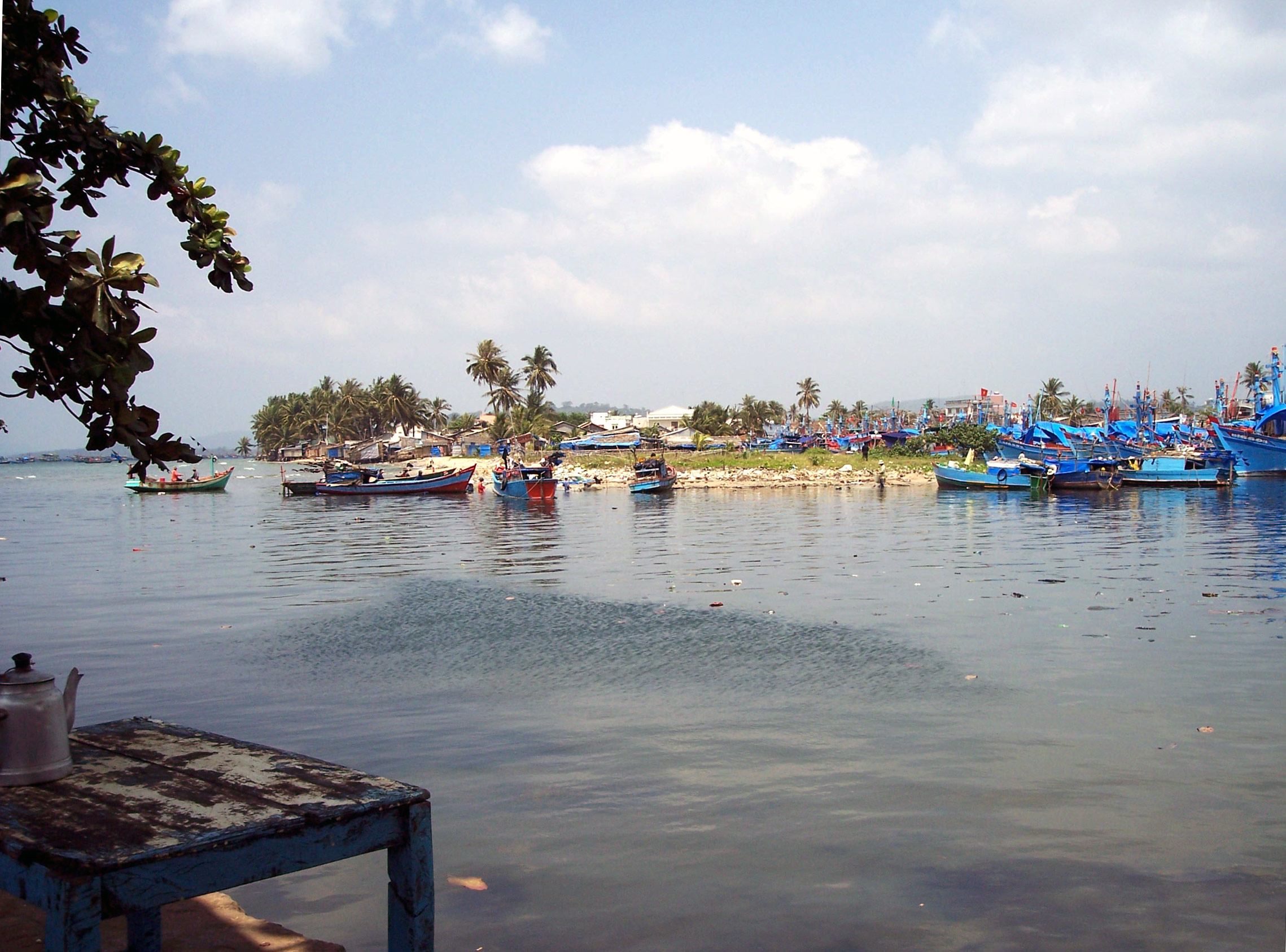
ميناء في فو كوك.

فو كوك Phú Quốc هي أكبر جزر فيتنام وتقع في خليج تايلاند الذي يسمى أحيانا خليج سيام. تبلغ مساحة فو كوك نحو 568 كيلومتر مربع ويسكنها نحو 70.000 نسمة. عاصمة الجزيرة هي مدينة «دوونج دونج».
تختلف جزير فو كوك عن بقية جزر فيتنام في بنيتها التحتية المتكاملة، وفيها مطار دولي، ولها عدة موانيء.

## صور إضافية

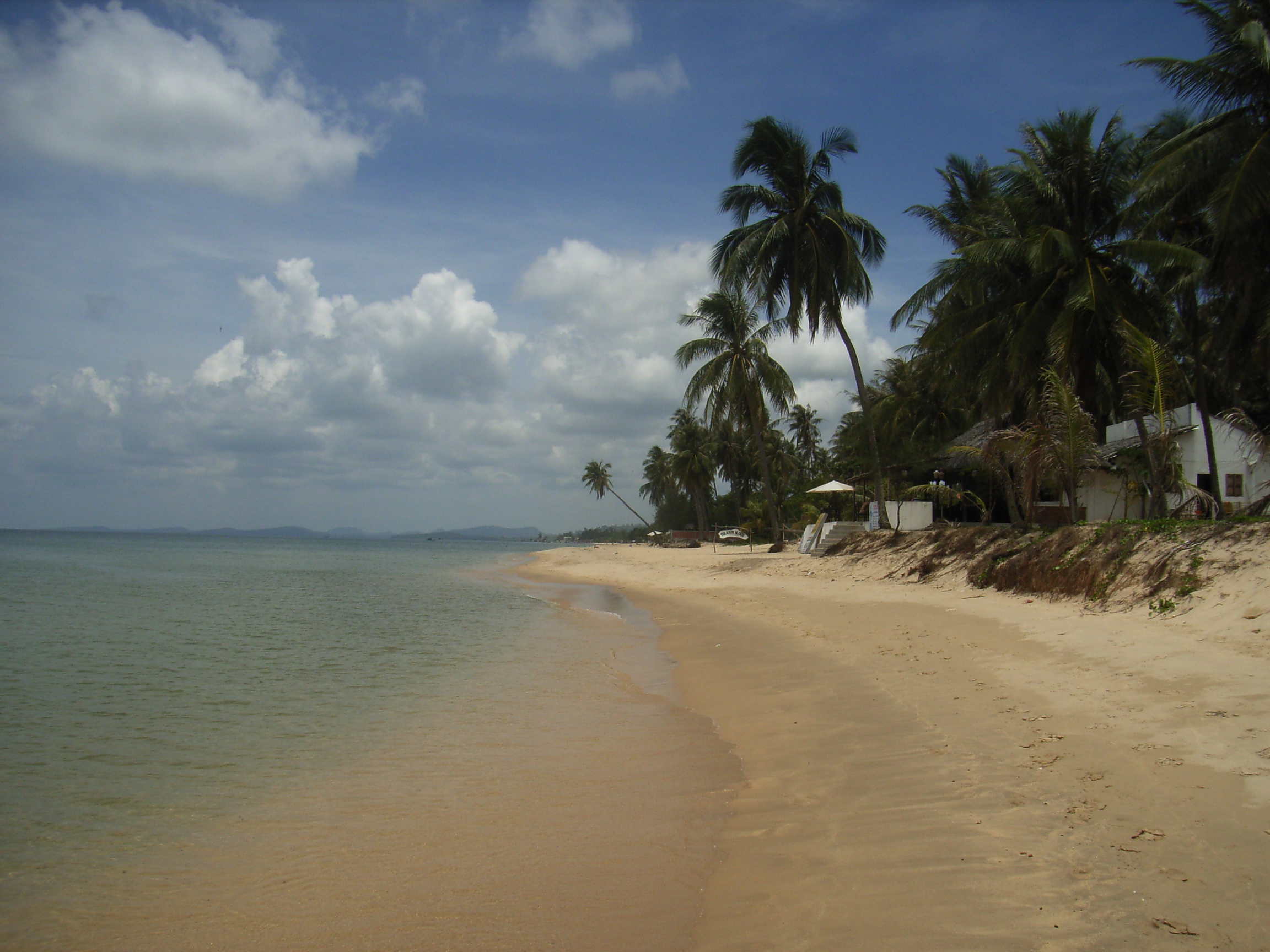
شاطي ضاحية Duong Dong
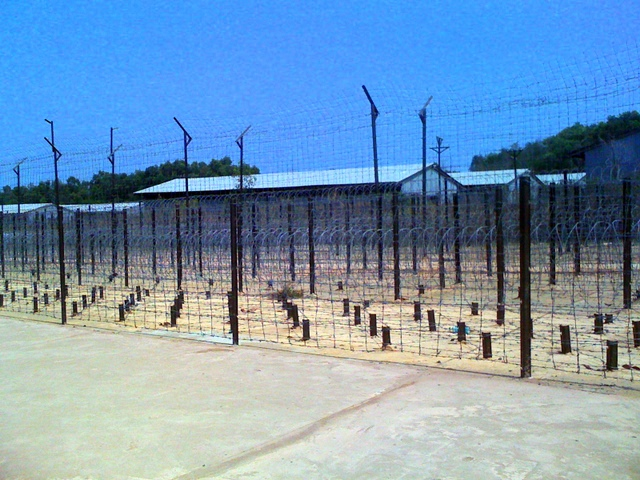
سجن "كوكونت تري"
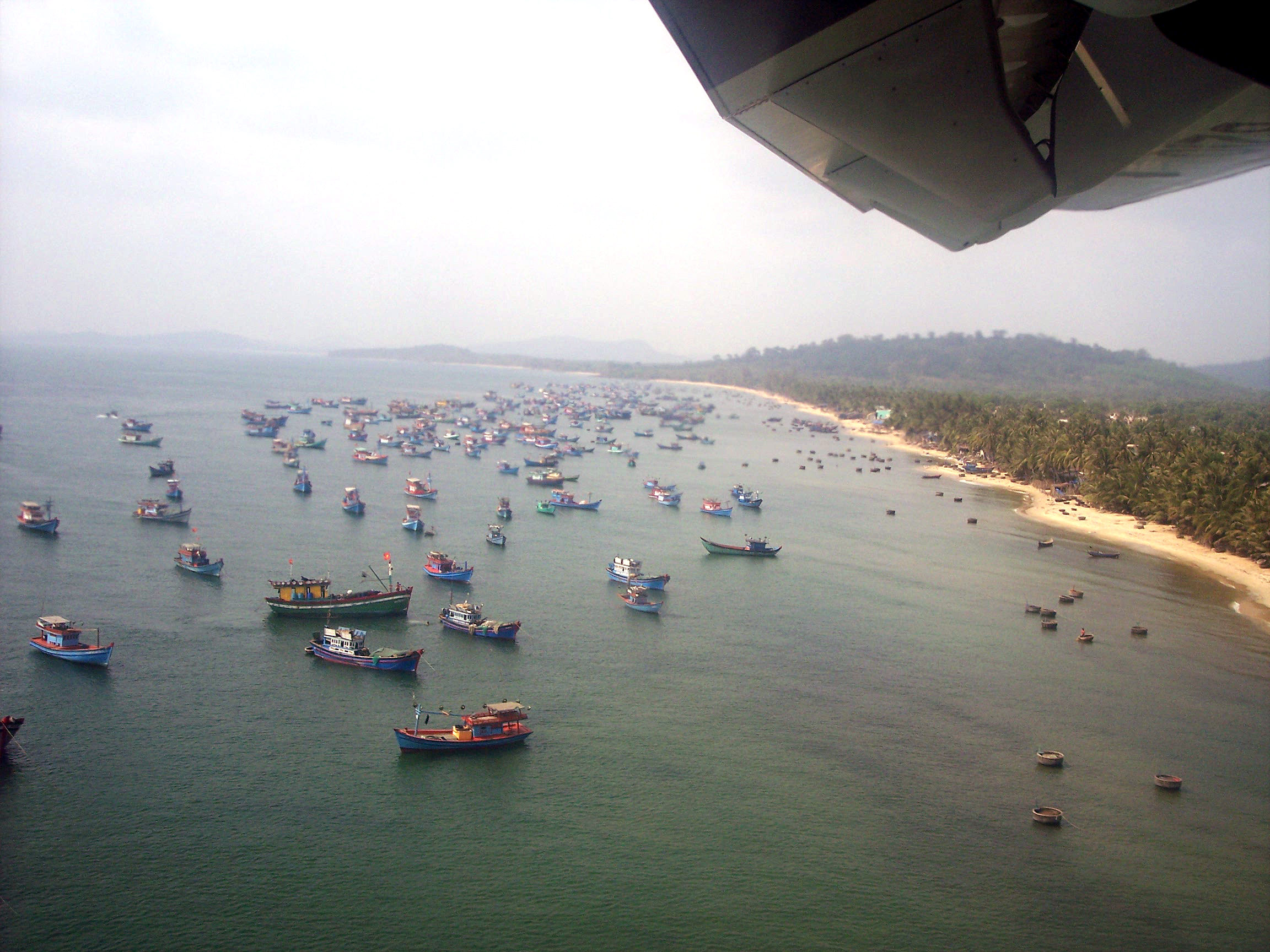
هبوط الطائرة فو
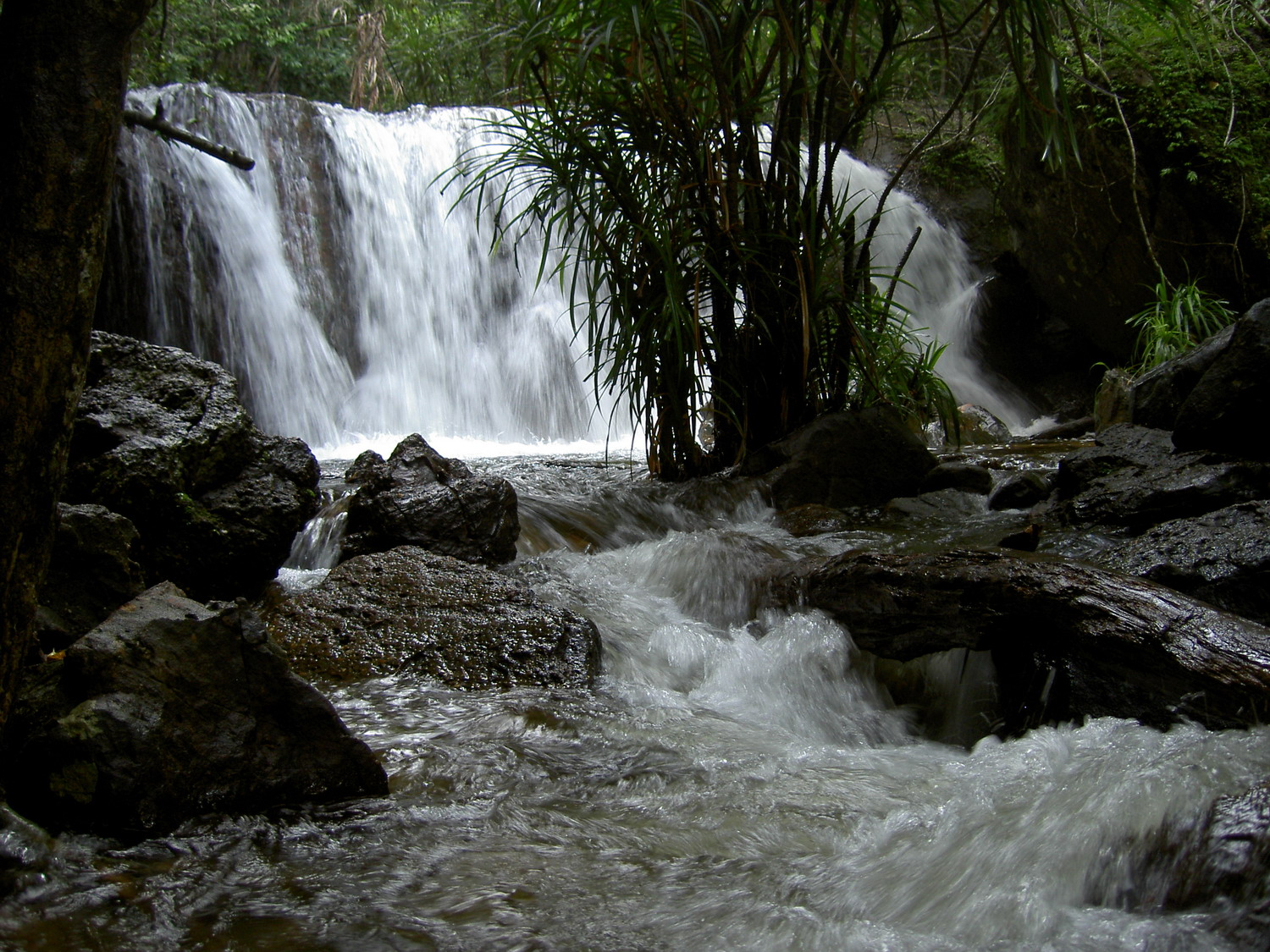
شلال سوي ترانه Suối Tranh

## اقرأ أيضا
- مطار فو كوك الدولي
- خليج ها لونج
- هانوي
- مدينة هو تشي منه
- هوي أن